# Пјетрагала
Пјетрагала (итал. Pietragalla) је насеље у Италији у округу Потенца, региону Базиликата.
Према процени из 2011. у насељу је живело 2439 становника. Насеље се налази на надморској висини од 784 м.

## Становништво
Према резултатима пописа становништва 2011. у општини је живело 4.267 становника.
| 1931. | 1936. | 1951. | 1961. | 1971. | 1981. | 1991. | 2001. | 2011. |
| ----- | ----- | ----- | ----- | ----- | ----- | ----- | ----- | ----- |
| 5.580 | 5.918 | 6.151 | 5.348 | 4.521 | 4.605 | 4.633 | 4.534 | 4.267 |